# Christopher Bluhme
Christopher Blume (* 29. August 1708 in Boren; † 23. April 1782 in Kopenhagen) war ein dänischer Geistlicher und Schriftsteller.

## Leben
Bluhme war der Sohn des Pastors Johannes Bartholomäus Bluhme und dessen Frau Ida Amalie, geb. Jöns. Er studierte ab 1727 Theologie in Jena und Kopenhagen. 1734 wurde er Pfarrer in Esgrus, 1738 Archidiakon in Tondern und 1740 Pastor der deutschen Gemeinde in Helsingør. 1751 wurde er deutscher Hofprediger in Kopenhagen, wo sein Vater schon zwanzig Jahre lang als Erster Hofprediger wirkte. Christopher Bluhme war Gegner der Reformen von Johann Friedrich Struensee. Er widmete sich verstärkt der Wissenschaft.